# John Colter

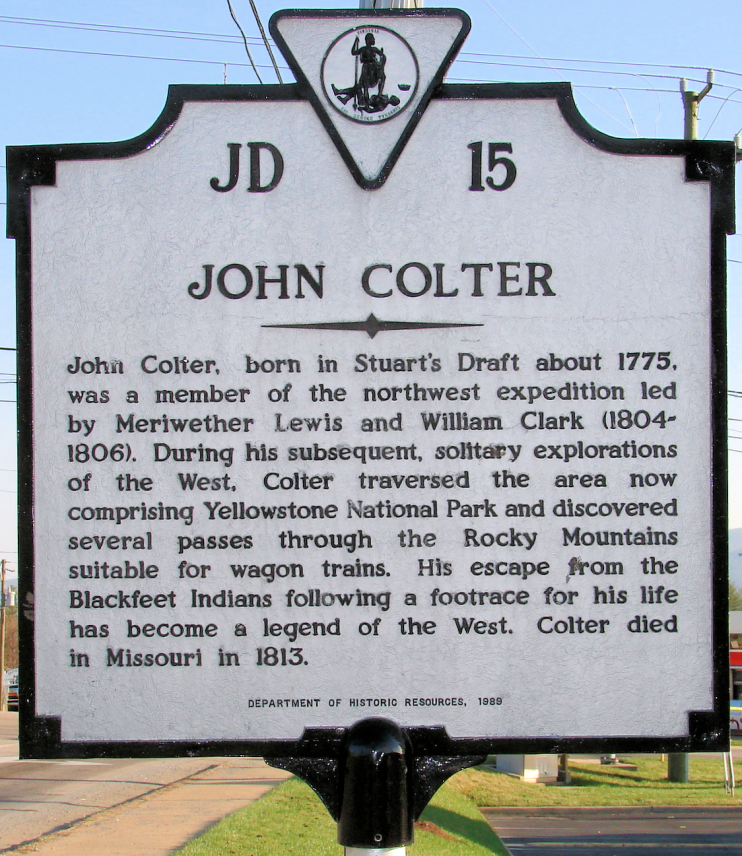
Historische aanwijzer van John Colter

John Colter (Staunton, circa 1774 - Missouri, 7 mei 1812 of 22 november 1813) was een Amerikaans pelsjager en ontdekkingsreiziger.
Hij was een lid van de expeditie van Lewis en Clark (1804-1806). Hij is echter vooral bekend geworden door de verkenningen die hij maakte na zijn eervolle ontslag in 1806. Tijdens de winter van 1807-1808 was Colter (voor zover bekend) de eerste persoon van Europese afkomst die de regio van wat nu het Yellowstone National Park is, introk. Hij zou ook de eerste geweest zijn die het Tetongebergte aanschouwde. Colter verbleef maanden alleen in de wildernis en wordt algemeen beschouwd als de eerste mountain man. In het Amerika van de 19e eeuw waren mountain men pelsjagers en ontdekkingsreizigers die zich in de wildernis van de Rocky Mountains ophielden.